# ひょっとこスクール
『ひょっとこスクール』は、武凪知による日本の漫画作品。『月刊少年ガンガン』（スクウェア・エニックス）にて、2008年2月号から2010年8月号まで連載された。『柊一家奮闘記』に対する記述もこの項目で行う。

## 概要
『月刊少年ガンガン』で企画している4コマ漫画投稿コーナー「GGグランプリ」で掲載され、2007年8月号で読み切り掲載された『柊一家奮闘記』を、連載用にリメイクしたもの。
登場人物は主人公の交友関係を中心にかなり増えている。読み切り作品と比べると作品の視点が『柊一家奮闘記』の主人公柊明日磨だけでなく、他の登場人物を中心としたストーリー構成も見られる。2008年3月号までは1冊に2話掲載され、それぞれ男性キャラメイン、女性キャラメインの話となっている。

## 登場人物

### 柊一家
柊 明日磨（ひいらぎ あすま）
日世登（ひよと）高校1年3組のごく普通の少年。男性メインバージョンの主人公。両親、妹との4人暮らし。極めてツッコミ役に徹するが、周りの空気に圧倒されてしまうことも。童顔で中性的な外見をしており、女装するとかなりの美少女になる。ネガティブな父親のおかげでフォローをするのがかなり上手い。
柊 ミキ（ひいらぎ みき）
明日磨の妹。日世登小学校1年2組。母親の性格を受け継いでいるのか子供とは思えないほど黒い悪戯をする。毒のある性格も母親譲りで、学校一の問題児として見られている。人参が嫌い。机の下にいるのがマイブーム。友達を子分と呼ぶ。手先が器用で絵が得意。
母
明日磨の母。30代後半だが若く見える。陰気な父親をさりげなく弄っている。読み切り版時のような極端な毒舌は見られないが、それでも性格は黒い。本名は柊薫。旧姓は龍守。学生時代はスケバンだった。本人はヤンキー時代を黒歴史としており、子供たちには頑なにそのことを隠していたが、アルバムを見られ、ばれてしまった。夫である風太郎とは幼馴染で同級生であり、その頃から上下関係ができていた。
父
明日磨の父。本名は「柊 風太郎」（「ひいらぎ ふうたろう」。「プータロー」とかけている）。ひどくネガティブな性格の持ち主で、顔はやつれている。楽しみなものを前にするとトイレに行く癖があるが、その隙に母やミキに何かしら仕掛けられる。好物はココア。会社では窓際族である。ブログを開設しており、当初は全くと言っていいほどヒットしなかったが、市井達のアドバイスのおかげで少しは改善された。学生時代は、意外にも明日磨似の童顔だったが、結婚してから急激に老け込んだらしい。

### 日世登高校
真田 恭介（さなだ きょうすけ）
明日磨の友人。1年4組。周りからはなかなか不憫な扱いを受けており、特に姉の一葉からは虐めに近い扱いを受けている。恩は3倍返しする主義。明日磨とは誕生日が1年近く離れている。高校生でサンタを未だに信じているなど子供っぽい性格で、クラスメイトからも「バカ」として見られている。怖いものが苦手。ゆいのファンクラブにも入っている。
市井 義高（いちい よしたか）
明日磨の友人。1年3組。絵を描くことが趣味で、教科書は落書きだらけ。パラパラマンガをよく製作しているが、元々そこにあった設定をことごとく破壊するようなものばかり描く。背が低く、天然な性格。話を作るとなぜかBAD END風になってしまう（本人も原因がわからないらしい）。ブログを多く立ち上げている。
瀬戸 数馬（せと かずま）
明日磨の友人。1年3組。嫌っている瞬に対しても年賀状を返信するなど、至って真面目で律儀なな性格。教科書の重要な部分をチェックしたりしているが、女子っぽい描き方である。明日磨と並んでツッコミに回ることが多い。五十嵐ゆいファンクラブ会員だが、間違って入会したため抜けたがっている。最近は家庭内での位置が非常に気まずくなっている様子。可愛いモノが好き。可愛い動物をみると萌えキャラみたいな口調になることもある。
岡田 浩治（おかだ こうじ）
恭介のクラスメイト兼親友。冷めたツッコミを繰り出すことが多い。超が付くほどの現実主義者で、サンタクロースや幽霊の存在を信じていない。基本的に冷静にツッコミをするタイプだが、風太郎にブログのアドバイスを行う際に、ブログより精神科に通うように勧めたり、真田母の幽霊の強引なこじ付けに同調したりするなど、少し天然な一面もある。数馬とはあまり打ち解けてないらしく、年賀状を出さなかったり、数馬の誘いにも「真田と柊も行くなら…まあいいかな。」と答えたりしている。甲賀のことを生理的に嫌っている。
金村 金ノ助（かねむら きんのすけ）
五十嵐ゆいファンクラブ会員。本人曰く「まわりくどいやり方」でゆいに手紙を出す。数馬とは戦友（ただし勘違いの友情）。ナルシスト。
甲賀 瞬（こうが しゅん）
五十嵐ゆいファンクラブ副会長。1年2組。ゆいからは変態扱いされ、「カッパメガネ」と呼ばれている。ゆいにホワイトデーのプレゼントを渡そうとしたことがあるが、言葉巧みに跳ね返され、後にゆいの言葉に従う形でそのプレゼントのハンカチを母親にあげたところ、家庭内の空気が改善された。
三戸 千歳（みと ちとせ）
1年3組。やや天然な性格で癒し系。一葉とゆいの友人だが、純粋で人の幸せを素直に喜べる女の子。リアルな絵が得意。家に両親はおらず、叔父叔母と暮らしている。一葉がいないとゆいの扱いに困ることがある。
真田 一葉（さなだ かずは）
恭介の双子の姉。1年3組。何かあると恭介をこき使う。女子たちにとっては頼れる姉貴タイプだが、一言多いのが玉にキズである。女子からは人気が高く、『一葉お姉様』と呼ばれ慕われている。絵のセンスはない。ゆいのツッコミ役。誕生日は3月17日。
五十嵐 ゆい（いがらし ゆい）
学園のアイドル。1年3組。男子からはファンクラブが作られるほど人気が高いが、それ故に女子からは嫌われている。挙句の果てには実の母親からも嫌われている、かわいそうな存在。そのため男子嫌いになっている。親切にされるとオーバーになる。成績は優秀だが、絵が壊滅的に下手。明日磨の女装に気付いている。
武者小路 蘭子（むしゃのこうじ らんこ）
日世登高校1年生。幼馴染の新八が五十嵐ファンクラブに入ったために、蘭子のバレンタインチョコを受け取らなかった。そのため当初はゆいを憎んでいたが、ゆいが新八と蘭子の仲を取り持ってくれた。それが元で新八と付き合うことになり、感謝の気持ちを込めてゆいに年賀状を送っていた。
工藤 新八（くどう しんぱち）
蘭子の幼馴染。以前はゆいのファンクラブに入っていたが、蘭子と付き合うことになったため脱退。

### 日世登小学校
瀬戸 学（せと まなぶ）
ミキのクラスメイト且つ子分A。数馬の弟。まともな性格で、作中では兄同様ツッコミに回ることが多い。女装した明日磨や千歳に惚れている。小1らしからぬツッコミをするが、サンタを信じているなど年相応に幼い一面もある。
甲賀 小吉（こうが こきち）
ミキのクラスメイト且つ子分B。瞬の弟。基本的にミキにいじられている。牛乳が苦手。凛のことが好き。名前の通り小吉（しょうきち）な人生を送っている模様。
岡田 凛（おかだ りん）
ミキのクラスメイト。浩治の妹。割と強かな一面を持っている。明日磨の女装に気付いていて、彼を変態だと思い込んでいる。ブラコン。
目打田 騎士（めだた ないと）
ミキのクラスメイト且つ子分。油断していると背景に溶け込んでしまう体質。普通の小学生っぽいが、発想は黒い。
ゆいの母
ミキの学校の給食のおばさん。娘であるゆいを完全に見下しており、クリスマスプレゼントも一度もあげたことがない。
市井先生（いちいせんせい）
ミキ達の担任の先生。義高の叔母でもある。教育熱心な先生。冷静にツッコむ。

### 主要人物の血縁者
真田母（さなだはは）
一葉と恭介の母親。名前は「若葉」で、岐阜出身。天然ドSな性格をしている。クリスマスにはサンタになって、子供達にプレゼントをあげている。
真田父（さなだちち）
一葉と恭介の父親。外見・性格共に恭介に似ている。怖いものが大の苦手である。
甲賀母（こうがはは）
瞬と小吉の母親。瞬の態度に悲しんでいたが、ホワイトデーにレースのハンカチをもらい、喜んだ。
甲賀父（こうがちち）
瞬と小吉の父親。父親として場を収めようとした結果、息子と母親からの好感度が下がってしまったかわいそうな人。

### その他の登場人物
ラティ
日世登町に突然現れた宇宙人。昭和のヒーローのような姿をしている。一応女。日世登町を支配するため、町の子供たちと仲良くなろうと努めているが、変人扱いされ、ナメられる。また、ドジな一面も多く、日世登公園に封印されていた妖怪たちを解放したのも彼女のせい。一連の騒動の後は故郷の星に帰らず、何故か日世登高校に教師として赴任してきている。曰く、「この星の衰退を上から目線で見守りたい」とのこと。
縁（えん）
日世登公園に封印されていた妖怪たちの主。ミキと同年代の少女の姿をしている。人間の能力を喰らう特技を持っている。

## 既刊一覧
1. ISBN 978-4-7575-2327-2 2008年8月22日初版発行
2. ISBN 978-4-7575-2494-1 2009年3月22日初版発行
3. ISBN 978-4-7575-2608-2 2009年7月22日初版発行
4. ISBN 978-4-7575-2793-5 2010年2月22日初版発行
5. ISBN 978-4-7575-2991-5 2010年9月22日初版発行